# Ralf Stieg
Ralf Stieg (* 20. Jahrhundert) ist ein ehemaliger deutscher Rugby-Union-Spieler.

## Leben und Karriere
Stieg stammte aus dem brandenburgischen Hennigsdorf und gewann mit seinem Heimatverein, der BSG Stahl Hennigsdorf, zahlreiche DDR-Meisterschaften. Er bestritt 41 Länderspiele für die Rugby-Union-Nationalmannschaft der DDR, zeitweise auch deren Kapitän und ist gemeinsam mit Gerhard Schubert Rekordnationalspieler.